# 尹暉
尹晖（？—937年），五代十国后唐、后晋官员，魏州大名县人。
尹晖年轻时以勇健在杨师厚麾下为军士，李存勖入魏州，擢升为小校，跟随在河上作战，马前步斗有功。唐庄宗李存勖即位，改任诸军指挥使。天成、长兴年间，历任刺史，升为严卫都指挥使。应顺年间，官军至岐州讨伐李從珂，尹晖与杨思权归顺李从珂，李从珂说事成之后，任命他为邺都留守。李从珂即位，石敬瑭入洛阳，在路上遇见尹晖。尹晖为严卫指挥使，自恃先降之功，在马上横鞭对石敬瑭作揖，石敬瑭大怒，对李从珂说：“尹晖常才，因为率先归命，陛下想让他出镇名藩，外间议论以为不当。”李从珂授尹晖为应州彰國軍節度使。石敬瑭即位，改尹晖为右卫大将军。范延光据邺都谋叛，尹晖失意，暗中派人蜡丸信，想要让他一起造反。尹晖害怕，想要沿汴水投奔淮南。石敬瑭降诏招唤，未出开封府，为人所杀。其子尹勋，在宋朝担任内外马步都军头、郢州防御使。